# Escudo de Somiedo
El escudo del concejo asturiano de Somiedo está cuartelado.
- El 1º cuarto representa a una doncella con una corona de oro y que porta un distintivo en el pecho que nos muestra tres flores de lis. Esta representación guarda relación con la familia de Flórez

- El 2º cuarto nos muestra una banda de oro engolada en boca de dragantes, acompañado de tres armiños. Todo ello representa a otra de las familias poderosas de Somiedo, la Omaña.

- En el 3º vemos cinco bustos de mujeres y portando en sus manos una concha fijado sobre el pecho; Orlado con dos serpientes anudadas por las cabezas y las colas. Este cuarto tiene que ver con la familia de los Miranda, que también tuvieron su parte de poder en el territorio.

- En el 4º cuarto representa una banda de azur ribeteada de gules que atraviesa el cuarto diagonalmente de izquierda a derecha. De la parte superior sale un brazo en cuya mano aparece un báculo, flanqueado por dos flores de lis. En su parte inferior observamos una cruz de Santiago y una mitra. Este último cuarto representa al monasterio de Gúa.

Al timbre corona del Príncipe de Asturias.
Estas armas carecen de sanción legal, siendo tomadas de la representación que inventaron para el concejo los historiadores Octavio Bellmunt y Fermín Canella para ilustrar su obra "Asturias", basándose para su realización en los acontecimientos más destacados del municipio de Somiedo.
- Datos: Q5838321